# سوراج سانیم
سوراج سانیم (انگلیسی: Suraj Sanim) فیلم‌نامه‌نویس اهل هند بود.

## فیلم‌شناسی
- هیرا پنا (۱۹۷۳)
- گلوله (۱۹۷۶)
- Des Pardes (1978)
- Lahu Ke Do Rang (1979)
- Thikana (1987)
- کاش (۱۹۸۷)
- بابا (۱۹۸۹)
- آوارگی (۱۹۹۰)
- C.I.D. (1990)
- قلب حقیقت را می‌داند (۱۹۹۲)
- شهید محبت بوتا سینگ (۱۹۹۹)
- زندگی زیباست (۲۰۰۲)
- Des Hoyaa Pardes (2004)
- Sukhmani: Hope for Life (2010)